# 安斎伸
安齋 伸（あんざい しん、1923年3月15日 - 1998年1月1日）は、日本の宗教学者。

## 経歴
1923年、宮城県仙台市生まれ。1949年、東京帝国大学文学部宗教学科を卒業。ウィーン大学社会学科博士課程修了。1954年に上智大学文学部助手となり、講師、助教授を経て教授。1993年定年、名誉教授。

## 受賞・栄典
- 1962年：カルジナル・イニッツァー賞受賞[3]。
- 1998年：勲四等瑞寶章受章。

## 著書
- 『文化・社会と人間形成』現代情報社 1971
- 『肌ざわりの美学』現代情報社 1976
- 『南島におけるキリスト教の受容』第一書房 1984

### 共編
- 『現代日本社会とキリスト教徒』編 中央出版社 1964
- 『秘跡のすべて 生きる力の源泉』編 中央出版社 1965
- 『日本の風土とキリスト教 ハインリヒ・デュモリン師の還暦を記念して』岡田純一、大谷啓治、高橋亘、角田信三郎共編 理想社 1965
- 『教会と典礼』土屋吉正共編 中央出版社 1968
- 『これからの教育』岩浅武雄,平野智美共編 エンデルレ書店 父母の教養選書 1968
- 『変動する社会と教会 公会議後の進路』編 中央出版社 1968
- 『家庭教育の秘決』岩浅武雄,平野智美共編 エンデルレ書店 父母の教養選書　1969
- 『宗教と社会変動』柳川啓一共編 東京大学出版会 1979

### 翻訳
- W.R.ニブレット編著『変動する社会の道徳教育』平野智美共訳 福村出版 1967

## 論文
- <安斎 伸